# Adam Smith
Adam Smith [ˈædəm ˈsmɪθ] (ur. 5 czerwca 1723 w Kirkcaldy, zm. 17 lipca 1790 w Edynburgu) – szkocki myśliciel i filozof, autor Badań nad naturą i przyczynami bogactwa narodów (1776), które były jedną z pierwszych prób usystematyzowania wiedzy na temat historii rozwoju przemysłu i handlu w Europie.
Dokonania Smitha były podstawą do wyodrębnienia przez Davida Ricarda ekonomii jako osobnej dziedziny nauki. Jego prace są jednymi z najbardziej znanych i cenionych opracowań na temat gospodarki rynkowej, kapitalizmu i liberalizmu.
Przez trzynaście lat wykładał na University of Glasgow przedmiot „filozofia moralna” (ang. moral philosophy).
Adam Smith publikował prace z filozofii moralnej, czyli teorii ludzkiego działania w ramach społeczeństwa, a także eseje z historii literatury, historii nauki, retoryki, estetyki i krytyki literackiej.

## Życiorys

### Dzieciństwo
Urodził się jako syn Margaret Douglas w Kirkcaldy w Fife w Szkocji. Jego ojciec, również Adam, pracował jako prawnik i urzędnik służby cywilnej. Zanim poślubił Margaret, był wdowcem. Ślub wzięli w 1720 roku. Zmarł dwa miesiące przed urodzinami syna. Mimo że dokładna data urodzenia Smitha jest nieznana, jego chrzest został zarejestrowany 5 czerwca 1723 w Kirkcaldy.
Znane jest zaledwie kilka wydarzeń z wczesnego dzieciństwa Smitha, niemniej jednak szkocki dziennikarz i biograf Smitha John Rae zanotował, że Adam został porwany przez Cyganów w wieku czterech lat i został zwolniony, gdy mieszkańcy ruszyli, aby go ratować. Smith był blisko związany z matką, która prawdopodobnie zachęcała go do kontynuowania kariery naukowej. Uczęszczał do Szkoły Kirkcaldy Burgh – określonej przez Rae jako „jedną z najlepszych szkół średnich w Szkocji w tamtym okresie”. Podczas pobytu w latach 1729–1737 Smith uczył się łaciny, matematyki, historii i literatury.

### Edukacja

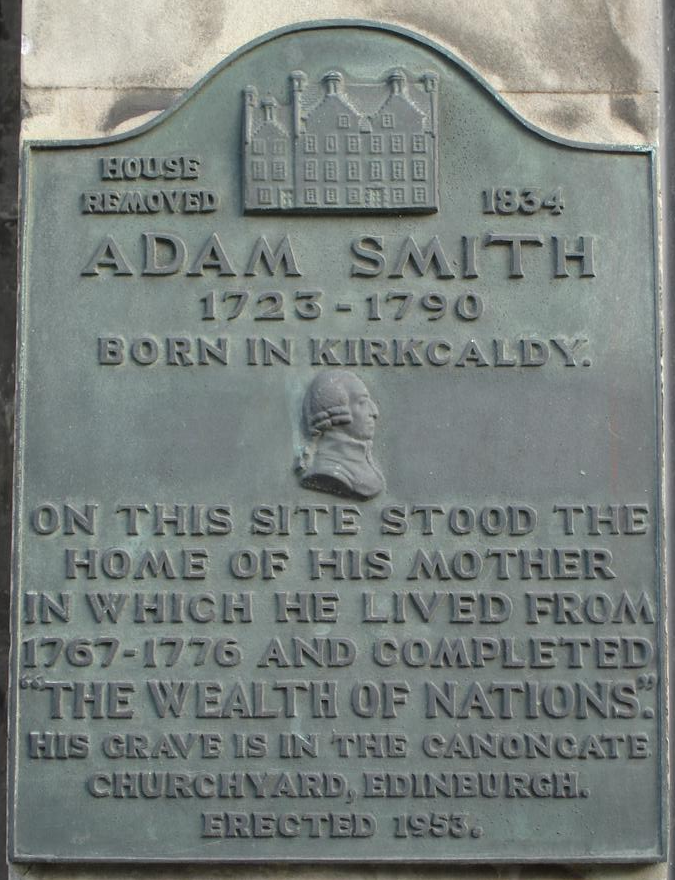
Tablica pamiątkowa w Kirkcaldy, mieście rodzinnym Smitha.

W wieku czternastu lat został przyjęty na Uniwersytet w Glasgow. Studiował filozofię moralną pod kierunkiem Francisa Hutchesona. W Glasgow Smith rozwijał swoje zamiłowanie do wolności, rozumu i wolności słowa. W 1740 roku został nagrodzony stypendium Snella i otrzymał zgodę na kontynuowanie edukacji na Balliol College w Oksfordzie. Jego zdaniem poziom nauczania w Glasgow był o wiele wyższy niż ten w Oxfordzie, który określał jako intelektualnie spowalniający. W II rozdziale V księgi Bogactwa narodów, Smith napisał: „Na Uniwersytecie w Oxfordzie większa część profesorów przez wiele lat w ogóle zrezygnowała nawet z pozorów nauczania”. Znany jest przypadek ukarania Smitha za czytanie Traktatu o naturze ludzkiej Davida Hume’a. Książka została skonfiskowana. Według Williama Roberta Scotta, „Oxford czasu [Smitha] przyczynił się niewiele, jeśli w jakiekolwiek sposób, do tego, co miało być w przyszłości dorobkiem jego życia”. Jednak mimo wszystko Smith przy okazji pobytu w Oxfordzie zdołał nauczyć się kilku przedmiotów poprzez czytanie książek zgromadzonych na półkach olbrzymiej biblioteki uniwersyteckiej. Jak wynika z listów, kiedy nie uczył się na własną rękę, jego czas w Oksfordzie nie należał do najszczęśliwszych. Pod koniec pobytu zaczął cierpieć na drgawki, prawdopodobnie objawy załamania nerwowego. Opuścił uniwersytet w 1746 roku, a jego pobyt tam zakończył się przed wygaśnięciem stypendium.
W V księdze Bogactwa narodów Smith komentuje niską jakość nauczania i skromną aktywność intelektualną na uniwersytetach angielskich w porównaniu z ich odpowiednikami w Szkocji. Przypisuje to zarówno wysokości dotacji dla wydziałów w Oxfordzie i Cambridge, które wypłacały pensję profesorom niezależnie od ich zdolności do przyciągania studentów, jak również sytuacji, w której wielu wybitnych intelektualistów (ludzi pióra) wiodło komfortowe życie jako ministrowie Kościoła Anglii.

### Kariera nauczycielska

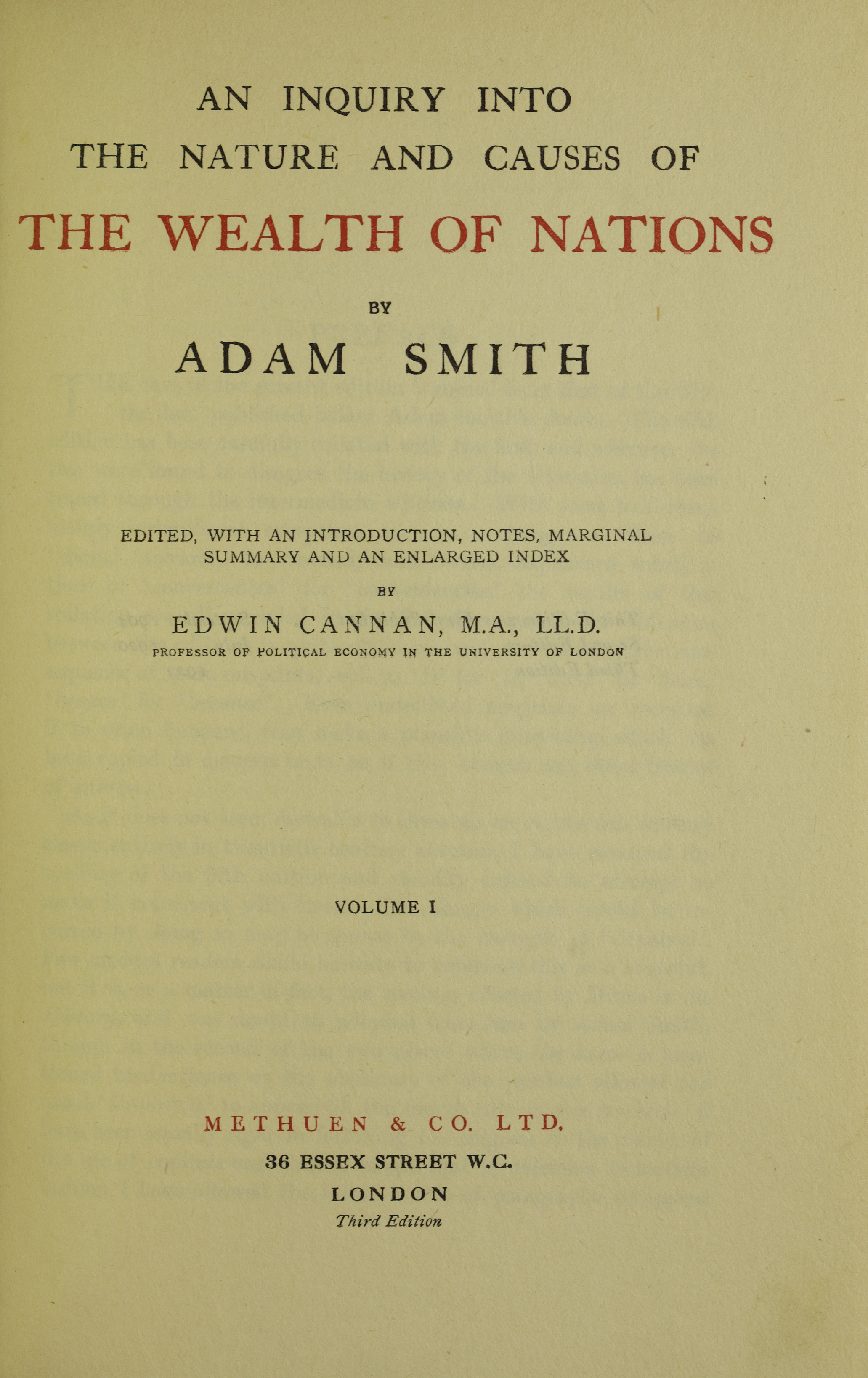
Inquiry into the nature and causes of the wealth of nations, 1922

Smith rozpoczął publiczne wykłady w 1748 roku w Edynburgu pod patronatem Lorda Kames. Tematy wykładów dotyczyły retoryki, literatury pięknej, a w późniejszym czasie zagadnienia „postępu bogactwa”. W tym ostatnim temacie po raz pierwszy wyłożył swoją ekonomiczną filozofię „systemu oczywistości i prostoty naturalnej wolności”. Mimo że nie można określić go mianem mistrza w zakresie wystąpień publicznych, jego wykłady spotkały się z uznaniem i osiągnęły sukces. W 1750 roku spotkał filozofa Davida Hume’a który był jego mentorem przez ponad dekadę. W swoich wspólnych pismach dotyczących historii, polityki, filozofii, ekonomii i religii wykształcili wzajemną więź, dużo bliższą niż z innymi przedstawicielami szkockiego oświecenia.
W 1751 przyznano mu profesurę na Uniwersytecie w Glasgow, wykładał logikę. Kiedy kierownik zakładu filozofii moralnej zmarł rok później, Smith przejął jego stanowisko. Pracował na uczelni przez kolejne 13 lat, które opisywał jako „zdecydowanie najbardziej twórczy, a zatem zdecydowanie najszczęśliwszy i najbardziej zaszczytny okres [życia]”.
Smith opublikował Teorię uczuć moralnych w 1759 roku zawierającą w sobie niektóre z jego wykładów. Praca ta dotyczy zagadnienia, zależności pomiędzy współodczuwaniem a ludzką moralnością. Smith wykorzystuje kategorię współodczuwania w swojej refleksji ekonomicznej, opisując ludzką zdolność do zrozumienia potrzeb innych i zaspokajania tych potrzeb na drodze wymiany towarów i usług. Zdefiniował współodczuwanie jako poczucie moralne. Współodczuwanie określa ludzką zdolność do rozumienia innych ludzi. Skłonność do zachowań społecznych wyjaśniana jest przez Smitha przy pomocy właśnie tej kategorii. Również uczucia i emocje regulujące funkcjonowanie społeczeństwa są pochodnymi tej instynktownej umiejętności.
Oparł on wyjaśnienie nie na specjalnym zmyśle moralnym, jak uczynił to Lord Shaftesbury III i Hutcheson, ani na użyteczności jak Hume, ale właśnie na współodczuwaniu.
Po opublikowaniu Teorii uczuć moralnych Smith stał się tak popularny, że wielu bogatych studentów opuściło swoje szkoły w innych krajach tylko po to, aby przenieść się do Glasgow i studiować pod kierunkiem Smitha. Po publikacji Smith zaczął zwracać większą uwagę na jurysprudencję i ekonomię w swoich wykładach, a mniej miejsca poświęcał teorii moralności. Na przykład sformułował tezę głoszącą, że przyczyną wzrostu bogactwa narodowego jest praca, a nie ilość zgromadzonego złota lub srebra, co było sprzeczne z podstawą merkantylizmu, teorii ekonomicznej, która dominowała w polityce gospodarczej Europy Zachodniej w tamtym okresie.
W 1762 roku na Uniwersytecie w Glasgow przyznano Smithowi tytuł doktora prawa (LL.D.). Pod koniec 1763 roku otrzymał ofertę od Charlesa Townshenda, który został mu przedstawiony przez Davida Hume’a, aby zajął się wychowaniem i kształceniem swego pasierba, Henryka Scotta – młodego księcia Buccleuch. Smith przyjął ofertę, rezygnując z posady profesora. W konsekwencji złożenia profesury w połowie semestru próbował zwrócić czesne opłacone przez swoich uczniów. Studenci odmówili.

### Nauczanie i podróże
Praca prywatnego nauczyciela związana była z podróżami po Europie. Smith podróżował ze Scottem, prowadząc nauczanie w trasie. Otrzymywał 300 funtów rocznie oraz zwrot kosztów wraz z 300 funtową emeryturą. Dochód ten wynosił w przybliżeniu dwukrotność jego wcześniejszej pensji. Zadebiutował w roli opiekuna podczas wyjazdu do Tuluzy we Francji, gdzie przebywał przez półtora roku. Według relacji, uważał Tuluzę za bardzo nudną.
Pisał do Hume’a, że „zaczął pisać książkę, aby zabić czas”. Po przejechaniu południa Francji, grupa przeniosła się do Genewy, gdzie Smith spotkał się z Voltaire’em.
Po pobycie w Genewie grupa udała się do Paryża gdzie Smith spotkał się z wybitnymi intelektualistami takimi, jak Benjamin Franklin, Anne-Robert-Jacques Turgot, Jean le Rond d’Alembert, André Morellet, Claude Adrien Helvétius, a w szczególności François Quesnay – kierownik szkoły fizjokratów, którego idee zrobiły na Smicie tak ogromne wrażenie, że rozważał zadedykowanie Quesnayowi swojego traktatu pt. Badania nad naturą i przyczynami bogactwa narodów gdyby ten nie zmarł wcześniej. Fizjokraci przeciwstawiali się merkantylizmowi, dominującej teorii ekonomicznej w tamtym czasie poprzez sformułowanie motta: Laissez faire et laissez passer, le monde va de lui même! (pozwólcie czynić, pozwólcie przechodzić, świat porusza się sam). Ponadto twierdzili, że tylko rolnictwo produkuje bogactwo, natomiast handel i manufaktury nie.
Ponieważ angielski system dystrybucji dóbr różnił się znacząco od francuskiego, poglądy fizjokratów nie zostały w pełni zrozumiane przez Smitha, który twierdził, że ich myśli są „ze wszystkimi ich niedoskonałościami [może] najbliższe dotarcia do prawdy, która nie została jeszcze opublikowana w temacie ekonomii politycznej”. Rozróżnienie pomiędzy pracą produktywną i nieproduktywną (w terminologii fizjokratów: classe steril) stało się kluczową kwestią dla rozwoju ekonomii klasycznej.

### Późne lata
W 1766 roku zmarł młodszy brat Henry’ego Scotta. W krótkim czasie po tym wydarzeniu Smith zakończył pracę korepetytora. Tego samego roku wrócił do domu w Kirkcaldy, gdzie następne dziesięć lat poświęcił pracy nad swoim „opus magnum”. W Kirkcaldy zaprzyjaźnił się z Henrym Moyesem, młodym niewidomym mężczyzną wykazującym nieprzeciętne zdolności. Poza uczeniem Moyesa Smith zadbał o patronat nad jego edukacją u Davida Hume’a i Thomasa Reida. W maju 1773 został członkiem Royal Society of London, ponadto w 1775 przyjęto go do Klubu Literackiego.
Badania nad naturą i przyczynami bogactwa narodów zostały opublikowane w 1776 roku. Okazały się błyskawicznym sukcesem, pierwszy nakład został w całości wyprzedany w ciągu pierwszych sześciu miesięcy.
W 1778 powołano go na stanowisko komisarza celnego w Szkocji. W związku z pracą udał się do Edynburga, gdzie zamieszkał ze swoją matką w Panmure House. Pięć lat później otrzymał status „członka założyciela” Royal Society of Edinburgh. W latach 1787–1789 piastował zaszczytną funkcję Lorda Rektora Uniwersytetu w Glasgow.
Smith zmarł w północnym skrzydle swojego domu Panmure House w Edynburgu 17 lipca 1790 roku po bolesnej chorobie i został pochowany na cmentarzu Canongate Kirkyard. Na łożu śmierci wyraził żal z powodu braku większej liczby osiągnięć.
Jako wykonawców testamentu zmarły wyznaczył dwójkę przyjaciół z kręgów akademickich: fizyka i chemika Josepha Blacka i pioniera geologii Jamesa Huttona. Smith pozostawił po sobie pokaźne zbiory notatek i niepublikowanych materiałów. Wydał polecenie spalenia wszystkiego, co nie było gotowe do publikacji. Wspomniał o Historii astronomii jako prawdopodobnie nadającej się do druku. Książka ukazała się wraz z innymi materiałami w 1795 roku.
Biblioteka Smitha zgodnie z jego wolą została przekazana Davidowi Douglasowi, Lordowi Reston (syn pułkownika Roberta Douglasa – kuzyna Smitha). W późniejszych latach księgozbiór został podzielony pomiędzy dwójkę dzieci Davida: Cecilie Margaret (Pani Cunningham) i David Anne (Pani Bannerman). Po śmierci męża w 1878 roku Pani Cunningham sprzedała część książek. Pozostałe przeszły na własność jej syna profesora Roberta Oliviera Cunninghama z Królewskiej Akademii w Belfaście, który przekazał część biblioteki Akademii. Po jego śmierci pozostałe książki zostały sprzedane. W 1879 biblioteka pani Bannerman została przekazana w stanie nienaruszonym New College w Edynburgu.

## Osobowość i przekonania

### Cechy charakteru
Niewiele wiadomo na temat prywatnych poglądów Smitha ponad to, co można wydedukować z jego prac. Wszystkie prywatne zapiski zostały zniszczone krótko po jego śmierci na wyraźne życzenie autora. Smith nigdy się nie ożenił. Utrzymywał za to bliskie relacje z matką, z którą mieszkał po swoim powrocie z Francji i która zmarła na 6 lat przed jego śmiercią.
Smith był często opisywany przez historyków jako typowy „roztargniony profesor”. Prezentował się jako ekscentryczny, ale życzliwy intelektualista, zabawnie roztargniony, o osobliwym sposobie wysławiania się i chodzenia, z uśmiechem „niewyrażalnie łagodnym”. Znane są przypadki, kiedy mówił sam do siebie. Nawyk ten pozostał mu z dzieciństwa, kiedy to rozmawiał i śmiał się podczas zażartych konwersacji z niewidzialnymi przyjaciółmi.

### Poglądy religijne
Od lat toczy się spór naukowy na temat natury poglądów religijnych Smitha. Ojciec Adama przejawiał silne zainteresowanie chrześcijaństwem, należał do umiarkowanego skrzydła Kościoła Szkockiego. Pomimo otrzymania stypendium Snella, przyjmuje się, że Smith wyjechał do Anglii z intencją rozwoju swojej kariery w strukturach Kościoła Anglii. Podczas pobytu w Oksfordzie odrzucił chrześcijaństwo. Do Szkocji powrócił jako deista.
Ekonomista Ronald Coase zakwestionował deistyczność przekonań Smitha. Twierdził on, że o ile Smith odwoływał się w swoich dziełach do Wielkiego Architekta Wszechświata, to inni badacze wyolbrzymili zakres, w jakim Adam Smith przyznawał się do wiary w osobowego Boga. Coase opiera swój wywód na analizie uwagi zawartej w Badaniach nad naturą i przyczynami bogactwa narodów, gdzie autor relacjonuje, jak wrodzona ciekawość natury ludzkiej w kwestii „wielkiego fenomenu natury” takiego jak „powstawanie, życie i znikanie roślin i zwierząt” doprowadziły go niechybnie „do rozważań nad ich przyczyną”. Ponadto przytacza uwagę Smitha, że „zabobon w pierwszej kolejności będzie próbował zaspokoić ową ciekawość, odnosząc wszystkie te cuda do natychmiastowej ingerencji bogów”.

## Publikacje
- 1759 – The Theory of Moral Sentiments, online (EN),
Kolejne wydania w 1761 (zmienione), 1767, 1774, 1781 i 1790 (zmienione i rozszerzone)[44],
(pl) 1989 – Teoria uczuć moralnych, tłum. Stanisław Jedynak, Warszawa: PWN,
- 1761 – Considerations Concerning the Formation of Languages and the Different Genius of original and compounded Languages, online (EN),
Wydane jako dodatek do nowego wydania Theory of Moral Sentiments[45], kolejne wydanie w 1767,
- 1776 – An Inquiry into the Nature and Causes of the Wealth of Nations, online (EN)
Kolejne wydania w 1778, 1784 (zmienione), 1786, 1789[44],
(pl) 1954 – Badania nad naturą i przyczynami bogactwa narodów, tłum. Stefan Wolff, Oswald Einfeld, Zdzisław Sadowski, Antoni Prejbisz, Bronisława Jasińska, Warszawa: PWN; II wyd. 2007, Warszawa: PWN,
- 1795 – Essays on Philosophical Subjects, ed. Dugald Stewart, London: T. Cadell jun. and W. Davies; [etc. etc.], online (EN),
- 1896 – Lectures on Justice, Police, Revenue and Arms, Oxford: Clarendon Press, online (EN)
Zapis wykładów na University of Glasgow z lat 1762–1763.

W 1976 Oxford University Press wydało The Glasgow Edition of the Works and Correspondence of Adam Smith, będącą najpełniejszym i krytycznym wydaniem dzieł Adama Smitha (red. serii R.H. Campbell, D.D. Raphael, A.S. Skinner). Poszczególne tomy obejmowały:
1. The Theory of Moral Sentiments (ed. D.D. Raphael, A.L. Macfie),
2. An Inquiry into the Nature and Causes of the Wealth of Nations (ed. W.B. Todd),
3. Essays on Philosophical Subjects: With Dugald Stewart’s 'Account of Adam Smith (ed. W.P.D. Wightman, J.C. Bryce, I.S. Ross),
4. Lectures on Rhetoric and Belles Lettres (ed. J.C. Bryce),
5. Lectures on Jurisprudence (R.L. Meek, D.D. Raphael, Peter Stein),
6. Correspondence (ed. Ernest Campbell Mossner, Ian Simpson Ross),
7. Index to the Works of Adam Smith (ed. Andrew S. Skinner, Knud Haakonssen).